# Ljubiša Stefanović
Ljubiša Stefanović (ur. 4 stycznia 1910 w Belgradzie, zm. 17 maja 1978 w Nicei) – jugosłowiański piłkarz i trener, reprezentant kraju.

## Kariera piłkarska
Stefanović urodził się w Belgradzie i tam w 1926 rozpoczął swoją przygodę z piłką w zespole Vardar Belgrad. W kolejnych dwóch sezonach występował w drużynach z tego samego miasta, tj. Jedinstvo Belgrad i OFK Beograd.
W 1929 wyjechał do Francji, gdzie dołączył do FC Sète. W zespole Delfiny z zielonego i białego złota zdobył Puchar Francji w sezonie 1929/30. Łącznie przez 2 lata gry w Sète wystąpił w 27 spotkaniach. Od 1931 występował w Nîmes Olympique. W tej drużynie zagrał w pierwszym w historii sezonie ligi francuskiej (1932/33), w którym zanotował 7 występów.
W 1933 przeszedł do drugoligowego AS Saint-Étienne, w którym spędził kolejne 4 lata. Od sezonu 1937/38 występował w nowo powstałej dryżynie Toulouse FC, z której rok później przeniósł się do Avignon Foot 84. W 1939 zakończył karierę piłkarską.
| Sezon   | Klub              | Kraj       | Rozgrywki                                     | Mecze | Bramki |
| ------- | ----------------- | ---------- | --------------------------------------------- | ----- | ------ |
| 1926/27 | Vardar Belgrad    | Jugosławia | Prvenstvo Krаljevini Srbа, Hrvаtа i Slovenаcа |       |        |
| 1927/28 | Jedinstvo Belgrad | Jugosławia | Prvenstvo Krаljevini Srbа, Hrvаtа i Slovenаcа |       |        |
| 1928/29 | OFK Beograd       | Jugosławia | Prvenstvo Krаljevini Srbа, Hrvаtа i Slovenаcа |       |        |
| 1929/30 | FC Sète           | Francja    |                                               | 13    | 0      |
| 1930/31 | FC Sète           | Francja    |                                               | 14    | 0      |
| 1931/32 | Nîmes Olympique   | Francja    |                                               |       |        |
| 1932/33 | Nîmes Olympique   | Francja    | Première Division                             | 7     | 0      |
| 1933/34 | AS Saint-Étienne  | Francja    | Division 2                                    |       |        |
| 1934/35 | AS Saint-Étienne  | Francja    | Division 2                                    | 16    | 0      |
| 1935/36 | AS Saint-Étienne  | Francja    | Division 2                                    | 23    | 0      |
| 1936/37 | AS Saint-Étienne  | Francja    | Division 2                                    | 5     | 0      |
| 1937/38 | Toulouse FC       | Francja    | Division 2                                    |       |        |
| 1938/39 | Avignon Foot 84   | Francja    |                                               |       |        |

## Kariera reprezentacyjna
Stefanović został powołany przez trenera Boško Simonovicia na Mistrzostwa Świata 1930. Rozegrany 14 lipca 1930 mecz z Brazylią, zakończony zwycięstwem Jugosławii 2:1, był jednocześnie debiutem Stefanovicia w reprezentacji.
Podczas mundialu zagrał jeszcze w dwóch spotkaniach z Boliwią oraz z gospodarzem i późniejszym mistrzem świata Urugwajem. Jugosławia zakończyła turniej na 4. miejscu.
Ostatni mecz w reprezentacji rozegrał 3 sierpnia 1930. Było to spotkanie z Argentyną, zakończone porażką 1:3. W sumie wystąpił w 4 spotkaniach kadry Jugosławii.
| Mecze i gole w reprezentacji | Mecze i gole w reprezentacji | Mecze i gole w reprezentacji | Mecze i gole w reprezentacji | Mecze i gole w reprezentacji | Mecze i gole w reprezentacji | Mecze i gole w reprezentacji |
| #                            | Data                         | Miasto                       | Przeciwnik                   | Gol                          | Wynik                        | Rozgrywki                    |
| ---------------------------- | ---------------------------- | ---------------------------- | ---------------------------- | ---------------------------- | ---------------------------- | ---------------------------- |
| 1.                           | 14.07.1930                   | Montevideo                   | Brazylia                     |                              | 2:1                          | MŚ 1930                      |
| 2.                           | 17.07.1930                   | Montevideo                   | Boliwia                      |                              | 4:0                          | MŚ 1930                      |
| 3.                           | 27.07.1930                   | Montevideo                   | Urugwaj                      |                              | 1:6                          | MŚ 1930                      |
| 4.                           | 03.08.1930                   | Buenos Aires                 | Argentyna                    |                              | 1:3                          | towarzyski                   |

## Kariera trenerska
W 1943 został trenerem klubu FC Sète. Trenował go do 1946.

## Sukcesy
FC Sète
- Puchar Francji (1): 1929/30